# 대구사범학교 (1923년)
대구사범학교(大邱師範學校)는 일제강점기에 설립된 교원양성 학교이다.
초등교원 양성을 목적으로 1923년에 경북도립사범학교로 설립되었다. 1929년 4월에 관립 대구사범학교로 이름을 바꾸었다. 본래는 보통학교(초등학교)를 졸업하고 들어가는 중등교육기관이었으나 일제는 1943년 '사범학교 규정'으로 사범학교를 전문학교 정도로 승격하고 황국신민을 육성하는 교사를 양성하는 국가 부담의 학교를 운영할 것을 규정하였다. 해방 후인 1946년 10월 15일에 대구사범학교 본과는 대학기관인 국공립 대구사범대학으로 승격되고 이어 경북대학교로 흡수 통합되어 경북대학교 사범대학의 모태가 되었다. 오늘날 대한민국 대구광역시에 있는 대구교육대학교와는 무관한 학교이다.

## 구성

### 경북사범학교
- 특과: 4년제, 1923년 ~ 1928년 입학자
- 강습과: 1년제, 1923년 ~ 1928년 입학자
- 연습과: 2년제, 1929년 입학자

### 대구사범학교
- 심상과: 5년제, 1929년 ~ 1941년 입학자
- 강습과: 1년제, 1930년 ~ 1939년, 1944년 ~ 1945년 입학자
- 단기강습과: 6개월제, 1934년 ~ 1939년 입학자
- 연습과: 2년제, 1938년 ~ 1942년 입학자
- 특설강습과: 1년제, 1940년 ~ 1943년 입학자
- 임시강습과: 6개월제, 1942년 ~ 1943년 입학자
- 특설연구과: 6개월제, 1943년 ~ 1944년 입학자
- 본과: 3년제, 1944년 ~ 1945년 입학자

### 대구사범대학
- 학부(본과): 4년제
- 전문부(예과)

## 학교 변천
| 경북사범대학 | 대구사범학교 | 대구사범대학            | 경북대학교 사범대학              |
| 경북사범대학 | 대구사범학교 | 대구사범대학 부속중학교 | 경북대학교 사범대학 부속고등학교 |
| 경북사범대학 | 대구사범학교 | 대구사범대학 부속중학교 | 경북대학교 사범대학 부속중학교   |

## 주요 동문
주요 동문으로는 대한민국의 전 대통령 박정희, 군인 신상묵 등이 있다.

## 같이 보기
- 구 대구사범학교 본관 및 강당